# FC Dinamo București în sezonul 1970-1971
Sezonul 1970-71 este al 22-lea sezon pentru FC Dinamo București în Divizia A. Dinamo este aproape de al doilea event din istorie, câștigând titlul de campioană, dar pierzând finala Cupei României, în fața Stelei. A fost a patra finală consecutivă jucată de Dinamo în Cupa României. După o pauză de doi ani, Dinamo a revenit și în cupele europene, evoluând în Cupa Orașelor Târguri, unde a fost eliminată în turul secund de FC Liverpool.

## Rezultate
| Divizia A | Divizia A          | Divizia A           | Divizia A | Divizia A |
| Etapa     | Data               | Adversar            | Stadion   | Rezultat  |
| --------- | ------------------ | ------------------- | --------- | --------- |
| 1         | 30 august 1970     | Dinamo Bacău        | acasă     | 2-1       |
| 2         | 6 septembrie 1970  | CFR Cluj            | deplasare | 1-0       |
| 3         | 12 septembrie 1970 | Poli Iași           | acasă     | 1-3       |
| 4         | 20 septembrie 1970 | Progresul București | deplasare | 0-0       |
| 5         | 27 septembrie 1970 | CFR Timișoara       | deplasare | 2-1       |
| 6         | 4 octombrie 1970   | Farul Constanța     | acasă     | 4-1       |
| 7         | 17 octombrie 1970  | FC Argeș            | deplasare | 1-1       |
| 8         | 25 octombrie 1970  | Steaua București    | acasă     | 3-0       |
| 9         | 31 octombrie 1970  | UTA                 | acasă     | 4-1       |
| 10        | 15 noiembrie 1970  | Petrolul Ploiești   | deplasare | 1-2       |
| 11        | 22 noiembrie 1970  | Jiul Petroșani      | acasă     | 4-0       |
| 12        | 28 noiembrie 1970  | Rapid București     | deplasare | 1-1       |
| 13        | 6 decembrie 1970   | U Craiova           | deplasare | 0-1       |
| 14        | 9 decembrie 1970   | U Cluj              | acasă     | 2-1       |
| 15        | 13 decembrie 1970  | Steagul Roșu Brașov | deplasare | 0-0       |
| 16        | 14 martie 1971     | SC Bacău            | deplasare | 1-1       |
| 17        | 21 martie 1971     | CFR Cluj            | acasă     | 4-0       |
| 18        | 28 martie 1971     | Poli Iași           | deplasare | 0-0       |
| 19        | 4 aprilie 1971     | Progresul București | acasă     | 1-2       |
| 20        | 11 aprilie 1971    | CFR Timișoara       | acasă     | 2-0       |
| 21        | 25 aprilie 1971    | Farul Constanța     | deplasare | 1-2       |
| 22        | 2 mai 1971         | FC Argeș            | acasă     | 1-0       |
| 23        | 9 mai 1971         | Steaua București    | deplasare | 1-0       |
| 24        | 22 mai 1971        | UTA                 | deplasare | 2-0       |
| 25        | 30 mai 1971        | Petrolul Ploiești   | acasă     | 2-2       |
| 26        | 6 iunie 1971       | Jiul Petroșani      | deplasare | 0-2       |
| 27        | 9 iunie 1971       | Rapid București     | acasă     | 1-1       |
| 28        | 13 iunie 1971      | U Craiova           | acasă     | 1-2       |
| 29        | 20 iunie 1971      | U Cluj              | deplasare | 2-2       |
| 30        | 27 iunie 1971      | Steagul Roșu Brașov | acasă     | 4-4       |

| Câștigătorii Diviziei A, ediția 1970-71 |
| --------------------------------------- |
| Dinamo București Al Șaselea Titlu       |

| Cupa României            | Cupa României   | Cupa României     | Cupa României | Cupa României |
| Etapa                    | Data            | Adversar          | Stadion       | Rezultat      |
| ------------------------ | --------------- | ----------------- | ------------- | ------------- |
| șaisprezecimi            | 7 martie 1971   | Aurora Urziceni   | deplasare     | 2-0           |
| optimi                   | 24 martie 1971  | Chimia Făgăraș    | Brașov        | 1-0           |
| sferturi, meciul tur     | 28 aprilie 1971 | Progresul Brăila  | acasă         | 4-1           |
| sferturi, meciul retur   | 2 iunie 1971    | Progresul Brăila  | deplasare     | 0-0           |
| semifinale, meciul tur   | 16 iunie 1971   | Metalul București | deplasare     | 0-1           |
| semifinale, meciul retur | 23 iunie 1971   | Metalul București | acasă         | 5-1           |
| finala                   | 4 iulie 1971    | Steaua București  | București     | 2-3           |

| Legendă    |
| ---------- |
| victorie   |
| egal       |
| înfrângere |

## Finala Cupei României
| 4 iulie 1971 | Dinamo București              | 2 – 3 | Steaua București                     | Stadionul 23 August, București Spectatori: 50.000 Arbitru: Kevork Ghemigean (București) |
| 4 iulie 1971 | Mircea Lucescu 2', 58' (pen.) |       | Gheorghe Tătaru 23' (pen.), 30', 80' | Stadionul 23 August, București Spectatori: 50.000 Arbitru: Kevork Ghemigean (București) |

| DINAMO:                                 |                       |     |
|                                         |                       |     |
| P                                       | Mircea Constantinescu |     |
| F                                       | Florin Cheran         |     |
| F                                       | Ion Nunweiller        |     |
| F                                       | Gabriel Sandu         | 46' |
| F                                       | Augustin Deleanu      |     |
| M                                       | Cornel Dinu           |     |
| M                                       | Radu Nunweiller       |     |
| A                                       | Viorel Sălceanu       |     |
| A                                       | Doru Popescu          | 55' |
| A                                       | Florea Dumitrache     |     |
| A                                       | Mircea Lucescu        |     |
| Înlocuiri:                              |                       |     |
| M                                       | Mircea Stoenescu      | 46' |
| A                                       | Ion Hajdu             | 55' |
| Antrenor:                               |                       |     |
| Nicolae Nicușor Dumitru, Traian Ionescu |                       |     |

| STEAUA:       |                    |     |
|               |                    |     |
| P             | Carol Haidu        |     |
| F             | Lajos Sătmăreanu   |     |
| F             | Marius Ciugarin    |     |
| F             | Gheorghe Cristache |     |
| F             | Iosif Vigu         |     |
| M             | Vasile Negrea      |     |
| M             | Ioan Naom          |     |
| A             | Nicolae Pantea     |     |
| A             | Gheorghe Tătaru    |     |
| A             | Anghel Iordănescu  |     |
| A             | Dumitru Dumitriu   | 70' |
| Înlocuiri:    |                    |     |
| A             | Vasile Aelenei     | 70' |
| Antrenor:     |                    |     |
| Ștefan Kovacs |                    |     |

## Cupa Orașelor Târguri
Turul întâi
| 16 septembrie 1970 | Dinamo București                                     | 5 – 0 | PAOK Salonic | Stadionul 23 August, București Spectatori: 20.000 Arbitru: Petry (Ungaria) |
| 16 septembrie 1970 | Florea Dumitrache 8', 49', 73' Doru Popescu 64', 83' |       |              | Stadionul 23 August, București Spectatori: 20.000 Arbitru: Petry (Ungaria) |

| 30 septembrie 1970 | PAOK Salonic | 1 – 0 | Dinamo București | Toumpas, Salonic Spectatori: 30.000 Arbitru: Gonella (Italia) |
| 30 septembrie 1970 | Koudas 80'   |       |                  | Toumpas, Salonic Spectatori: 30.000 Arbitru: Gonella (Italia) |

Dinamo s-a calificat mai departe cu scorul general de 5-1.
Turul al doilea
| 21 octombrie 1970 | FC Liverpool                      | 3 – 0 | Dinamo București | Anfield Road, Liverpool Spectatori: 36.525 Arbitru: Machin (Franța) |
| 21 octombrie 1970 | Lindsay 60' Lawler 76' Hughes 83' |       |                  | Anfield Road, Liverpool Spectatori: 36.525 Arbitru: Machin (Franța) |

| 4 noiembrie 1970 | Dinamo București    | 1 – 1 | FC Liverpool | Stadionul 23 August, București Spectatori: 50.000 Arbitru: Linemayr (Austria) |
| 4 noiembrie 1970 | Viorel Sălceanu 33' |       | Boersma 48'  | Stadionul 23 August, București Spectatori: 50.000 Arbitru: Linemayr (Austria) |

FC Liverpool s-a calificat mai departe cu scorul general de 4-1.

## Echipa
Portari: Marin Andrei (4 jocuri/0 goluri), Iosif Cavai (1/0), Mircea Constantinescu (27/0).
Fundași: Florin Cheran (27/1), Augustin Deleanu (27/3), Cornel Dinu (24/4), Ion Nunweiller (20/0), Nicolae Petre (2/0), Gabriel Sandu (9/0), Mircea Stoenescu (20/0), Constantin Ștefan (8/0).
Mijlocași: Alexandru Mustățea (28/0), Radu Nunweiller (30/5), Viorel Sălceanu (26/8).
Atacanți: Gavril Both (10/1), Florea Dumitrache (28/15), Ion Hajdu (14/2), Mircea Lucescu (23/3), Alexandru Moldovan (12/0), Ion Moț (3/0), Petre Nuțu (12/0), Doru Popescu (22/7).

### Transferuri
Înaintea sezonului, Dinamo i-a transferat pe Alexandru Mustățea de la Universitatea Cluj, și pe Mircea Constantinescu de la Politehnica Iași, iar Ion Nunweiller a revenit după două sezoane petrecute la Fenerbahce. Au plecat Constantin Frățilă la FC Argeș, Ion Pîrcălab la Olympique Nîmes, în Franța, Vasile Gergely la Hertha Berlin. În inter-sezon este adus Ion Moț de la Unirea Alba Iulia. Debutează Gabriel Sandu, jucător crescut de Metalul București.